# Kastell Tillibari

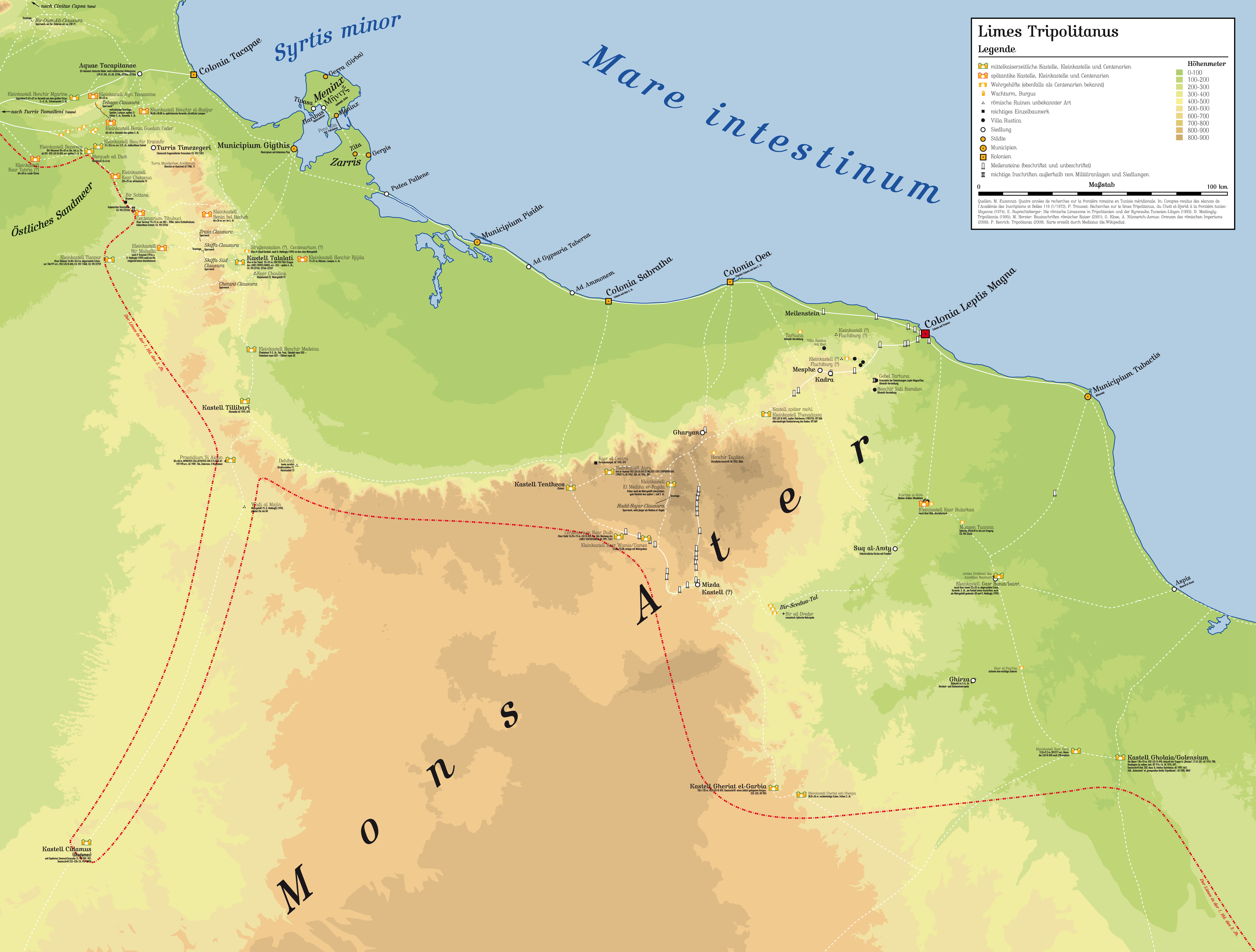
Das Kleinkastell (links) im Verbund des Limes Tripolitanus

Das Kastell Tillibari (lateinisch Castra Tillibarensis) war ein römisches Militärlager, dessen Besatzung für Sicherungs- und Überwachungsaufgaben an einem Teilabschnitt des Limes Tripolitanus, dem Limes Tillibarensis, in der Provinz Africa proconsularis, später Tripolitania, zuständig war. Die Grenzanlagen bildeten hier ein tiefgestaffeltes System von Kastellen und Militärposten. Die im Ersten Weltkrieg völlig zerstörte Garnison befand sich südlich des alten Ortszentrums von Remada nahe an der westlich vorbeiführenden Route R112. Rund 75 Kilometer südlich befindet sich die Stadt Tataouine, Gouvernement Tataouine, Südtunesien. Heute ist das ehemalige Kastellareal militärisches Sperrgebiet.

## Lage
Die von einer ariden Rhantherium-Steppe umgebene Anlage befindet sich am Westrand der abgeflachten Schichtstufenlandschaft des südlichen Dahar. Der Kastellplatz erhebt sich auf einer erodierten Schichtstufe, die insbesondere im Nordosten noch teilweise von den Fächern einiger tief eingegrabener Trockentäler begrenzt wird. Im Südwesten, Westen und Nordwesten begrenzt das Wadi Knibitt die Garnison, im Südosten, Osten und Nordosten ist es das Wadi Semna.

## Forschungsgeschichte
Der erste Hinweis auf ein römisches Kastell stammt aus dem Jahr 1894. Die Ruinen waren dem Artillerieleutnant Henri Lecoy de la Marche bei einer archäologischen Expedition aufgefallen. In den Jahren 1905 und 1907 hat er selbst noch kleinere Untersuchungen vorgenommen. Zwischen März und April 1914 wurde die Anlage durch den französischen Offizier Raymond Donau (1862–1930) teilweise ergraben. Die Gelder für diese Untersuchungen hatte die Académie des Inscriptions et Belles-Lettres, Paris und die Fondation Eugène Piot zur Verfügung gestellt. Donaus Forschungen wurden jedoch durch den Beginn des Ersten Weltkriegs unterbrochen. Während des Krieges ebnete die französische Armee beim Bau einer Kaserne das römische Ruinenfeld völlig ein.
Donaus teils verwirrende Beschreibungen, die wenigen ungenauen Grabungsskizzen sowie drei schlecht erhaltene Fotografien blieben bis 1975 unpubliziert. Sie sind die einzigen bekannten Dokumente, die den Kastellplatz beschreiben. Urlauber berichteten noch 1959, dass das Militär die Kaserne mit antiken epigraphischen Zeugnissen und bearbeiteten Werksteinen schmückte. In den Jahren 1968 und 1970 fanden nochmals archäologische Untersuchungen in Remada statt, wobei sich jedoch keine erkennbaren Spuren des Kastells mehr zeigten.

## Baugeschichte

### Datierung
Die Gründungszeit des Garnisonsorts Tillibari ist nicht gesichert. Als frühester Zeitraum wird die Epoche der flavischen Kaiser (69–96) angesetzt. Damals begannen die Römer die Verbindungswege im Süden Numidiens mit Kastellen zu sichern. Während seiner Entstehungszeit lag die Fortifikation nahe oder unmittelbar an der Nordgrenze von Phasania. Aus Hügelgräbern (Tumuli), die an das zum Kastell gehörende Lagerdorf (Vicus) grenzten, stammen Münzen, die aus der Regierungszeit des Kaisers Antoninus Pius (138–161) und von seiner Frau Faustina der Jüngeren stammen. Sie bilden zusammen mit möglicherweise noch älteren Münzen den spätesten Zeitpunkt, zu dem das Kastell errichtet worden sein muss. Befunde aus anderen Garnisonsorten in Numidien legen eine Entstehung während der Regierungszeit des Kaisers Hadrian (117–138) nahe.

### Umwehrung
Die rechteckige Anlage umfasste 157 × 124 Meter (= 1,95 Hektar) und blieb in großen Teilen unerforscht. Die stellenweise noch zwei bis drei Meter hoch erhaltene Umfassungsmauer besaß abgerundete Ecken (Spielkartenform), war bis zu 2,47 Meter stark und bestand aus einem zweischaligen vermörtelten Mauerwerk (Opus implectum), das mit Bruchsteinen und Sand verfüllt war. Die Umfassungsmauer wurde an allen vier Seiten durch ein von je zwei Türmen flankiertes Tor durchbrochen. Donau stellte fest, dass die Mauer Ausbesserungen und erhebliche Reparaturen aufwies. Mit seinen Längs- und Schmalseiten orientierte sich das Kastell fast genau nach den Haupthimmelsrichtungen, wobei das teilergrabene Haupttor, die offensichtlich doppelspurige Porta praetoria nach Osten wies und sich die einspurige Porta decumana, das rückwärtige Tor, nach Westen öffnete.
Mauerreste an der Innenseite des Nord- und Südtores deuten darauf hin, dass das Kastell ursprünglich mit rechteckigen Tortürmen ausgestattet war. In der Spätantike fanden mehrere Umbauphasen an allen Toren statt. Zunächst ersetzten am Nord- und Südtor U-förmige Tortürme die bisherigen rechteckigen Vorgänger. Am Südtor ragten diese neuen Türme rund 3,60 Meter aus dem Verband der Umfassungsmauer. Sie waren in solider Bauweise aus behauenen Steinen errichtet worden und trugen einen Kalkputz. Der Fundamentsockel der Türme sprang nochmal 0,15 bis 0,20 Meter vor. Die Durchfahrten der beiden neuerrichteten Tore waren wesentlich schmäler als in der mittleren Kaiserzeit. Einer dritten Bauphase sind die beiden unterschiedlich gestalteten Zwingerhöfe zuzuordnen, die dem westlichen und südlichen Zugang vorgelagert waren. Am Südtor setzte die Zwingermauer beidseitig an der Umfassungsmauer an und umfasste das gesamte Tor. An der Porta decumana schloss die Zwingermauer an die Nordwestecke des nördlichen Torturms an und mündete südlich des Südturms an der Umfassungsmauer. In der Folgezeit fanden weitere Veränderungen an den Toren statt. So wurde der Durchgang des Nordtors erst verengt und dann endgültig vermauert. Statt einer Durchfahrt befand sich hier nun eine sich nach außen vorlagernde eckige Turm- oder Mauerkonstruktion, die an den beiden U-förmigen Türmen ansetzte.

### Innenbebauung
Der Innenaufbau der Fortifikation glich dem weitgehend genormten Schema, das sich im ersten Jahrhundert n. Chr. für Steinkastelle ausgeprägt hatte. Am Schnittpunkt der vom Haupttor kommenden Via praetoria und den beiden Viae principalis, welche zu den Toren an den Flanken der Garnison führten, lagen die Principia. Donau legte Suchschnitte über die Principalstraßen und die Via decumana, die vom Stabsgebäude zum rückwärtigen Tor reichte. Außerdem erforschte er mittels Sondagen und sehr ausschnitthaft auch Teile der Principia selbst. Dieser Bau wies offensichtlich gravierende Abweichungen vom üblichen Normschema vergleichbarer Bauten auf. Eine partiell aufgedeckte Zimmerflucht dieses Gebäudes orientierte sich in Richtung zur Schnittachse der Lagerhauptstraßen. Der größte freigelegte Raum besaß eine rechteckige Grundstruktur. Vor seinem rückwärtigen, westlichen Abschluss war der Fußboden mittels einer Erdschicht angehoben worden. Auf diesem erhöhten Bodenniveau grenzten drei kleine Säulen den Raum zusätzlich nach Westen hin ab. Hinter einer Tür in der Westwand öffnete sich ein weiteres Zimmer. Hier stand eine etwas aus der Raummitte versetzte Säule. In einem anderen Zimmer fanden sich Reste des Wandverputzes mit Graffiti. Donau unterschied bei seiner Grabungsskizze keine Bauphasen und das wenige Ergrabene war weit davon entfernt, sich ein konkretes Bild von den Principia machen zu können. Der Archäologe Pol Trousset ging nach Durchsicht der historischen Unterlagen davon aus, dass Donau mehr als fünf Bauphasen miteinander vermischt hatte.
Eine Bauinschrift aus dem Jahr 179 weist auf die Erneuerung eines baufälligen Gebäudes hin:
[Imp(eratori) Caes(ari) L(ucio)] Sep[timio S]ev[ero Per]-
[ti]naci Aug(usto) Pi[o] Parthico [Ara]-
[bico P]arthic[o A]d[ia]benico p(atri) p(atriae)
[trib(unicia) pot(estate)] V c[o(n)s(uli) II imp(eratori) VIIII] Q(uinto) Anicio Fausto
[leg(ato)] Aug(usti) p[r]o pr(aetore) c(larissimo) v(iro) aedem
[an]norum vetust[at]e dila-
[psa]m a solo restituit et per[f]ecit
[---] M(arcus) Valerius L[epi]dus praef(ectus) coh(ortis) II [Fl(aviae)] Afr(orum)
Übersetzung: „Dem Imperator Caesar Lucius Septimius Severus Pertinax Augustus Pius, dem Besieger der Parther, der Araber und des parthischen Adiabene, Vater des Vaterlandes, zum fünften Mal Träger der tribuzinischen Gewalt, zum zweiten Mal Konsul, zum neunten Mal Imperator. Quintus Anicius Faustus, Statthalter des Kaisers, Senator, hat den durch Alter verfallenen Bau von Grund auf renoviert und vollendet [unter] Marcus Valerius Lepidus, Präfekt der zweiten teilberittenen Kohorte der Afrikaner ‚die Flavische’.“

## Truppe
Für den Garnisonsort Tillibari ist durch die Bauinschrift aus dem Jahr 179 die Cohors II Flavia Afrorum equitata zumindest seit severischer Zeit als Stammtruppe belegt. Die in die Jahre 197/198 datierende Bauinschrift des vorgelagerten Praesidium Si Aioun bezeugt die Truppe ebenfalls. Wie aus der wohl zwischen 425 und 433 n. Chr. entstandenen Notitia dignitatum hervorgeht, lagen möglicherweise mindestens noch im späten 4. Jahrhundert Teile dieser Einheit in Tillibari. Die Größe des Kastells bezeugt die Wichtigkeit dieses rückwärtigen Garnisonsorts für den vorgelagerten Abschnitt des tripolitanischen Limes.
Folgende Kommandeure der Cohors II Flavia Afrorum equitata aus Tillibari sind bekannt:
| Name                    | Rang                                  | Zeitstellung                          | Bemerkung |
| ----------------------- | ------------------------------------- | ------------------------------------- | --- |
| Marcus Valerius Lepidus | Praefectus cohortis                   | 179                                   | leitete Bauarbeiten am Garnisonsort Tillibari                                                                                         |
| Aelius Fortis           | Praepositus cohortis und Decurio alae | 197/198                               | leitete Bauarbeiten am Präsidium Si Aioun                                                                                             |
| ?                       | Praepositus limitis Tillibarensis     | ausgehendes 4./ frühes 5. Jahrhundert | Secundaeforum; korrekt wohl: Secundanorum oder, nach anderer Lesart: Secundae Afrorum in castris Tillibarensibus (Notitia dignitatum) |

## Lagerdorf
Die Untersuchungen von Donau lassen auf ein zur Garnison gehörendes Lagerdorf schließen. So konnte er Teile einer gesonderten, rund zehn Hektar großen Umwehrung untersuchen, die auch das Kastell einschloss. Donau schnitt diese Befestigung an mehreren Stellen an und stellte fest, dass es sich dabei um Trockenmauerwerk handelte, an dessen Innenseite ein Erdwall angeschüttet war. Von dort aus konnte die Mauer verteidigt werden. Die Umwehrung des Vicus war auf weiten Strecken geradlinig, bog dann aber östlich des Kastells in einem weiten Bogen rechtwinklig ab. Ein sehr deutlicher Knick zeigte sich nördlich der Garnison. Rund 220 Meter nordöstlich des Kastells traf die Mauer auf die Nekropole des Lagerdorfs. Insgesamt folgte die Mauer offenbar einer wohl dem Lagerdorf angepassten Struktur. Ein Grabstein aus Tillibari weist zumindest eine weibliche Bewohnerin aus.

## Nekropolen
Rund 200 Meter nordöstlich des Kastells wurden drei Hügelgräber entdeckt. Mit 240 Metern war Tumulus B am weitesten entfernt. Tumulus B bildete im Grundriss ein unregelmäßiges Rund, das aus unbearbeiteten Steinblöcken gesetzt war. Der Hügel selber bestand aus Erde und Steinen.
Im Inneren befand sich eine quadratische Grabkammer, die 4,27 × 4,27 Meter maß. Die Kammer war aus sauber gesetzten glattpolierten weißen Werksteinen errichtet worden. An dieses Gewölbe grenzten nach Osten zwei rechteckige, parallele Kammern (2,45 × 0,99 Meter), die teilweise verstürzt waren und mehrere Gebeine enthielten. Im Umfeld des Grabhügels fand Donau auch Spuren von Brandbestattungen mit entsprechenden Kleinfunden. 22 Meter südlich dieser Gräbergruppe lag Tumulus C, auch hier fanden sich Brandgräber. Dasselbe galt für den noch etwas südlicher liegenden Tumulus D, in dem mittig, auf dem natürlichen Boden, ein großes Skelett lag. Eine weitere Nekropole, die Donau 500 Meter nordöstlich des Kastells entdeckte, scheint nicht mehr untersucht worden zu sein.

## Funde
Neben Steinobjekten kam während der Grabungen eine Fülle an Keramik zum Vorschein. Sie stammte von Amphoren, Geschirr, Bodenbelägen und Lampen. Daneben waren auch die reichhaltig aufgelesenen Metallobjekte interessant. Neben Schmuckobjekten fanden sich noch Möbelbeschläge, der Rest eines silbernen Tellers sowie bauhandwerklicher Bedarf. In allen Grabungsarealen kamen zudem Tierknochen zum Vorschein. Dazu zählten unter anderem die Überreste von Wildschweinen.
Zum militärisch relevanten Fundgut gehörten unter anderem Ziegelstempel der Coh(ors secunda) Fl(auia) Af(rorum). Die gleichen Stempel kamen auch am Kleinkastell Tisavar zutage.

## Fundverbleib
Römische Fundstücke aus der Grabung am Kastell befinden sich heute im Nationalmuseum von Bardo, Tunis.